# Augustin Bizimungu
Pour les articles homonymes, voir Bizimungu.
Augustin Bizimungu, né le 28 août 1952 dans la préfecture de Byumba au Rwanda, est un général hutu des anciennes Forces armées rwandaises (FAR).

## Biographie
Jusqu'à l'attentat du 6 avril 1994 contre le président Juvénal Habyarimana, Augustin Bizimungu était colonel des Forces armées rwandaises et commandant de la région militaire de Ruhengeri. Il y avait alors acquis une grande estime et une grande popularité au sein des Forces armées rwandaises et de la population rwandaise en mettant en échec certaines offensives menées par les rebelles du Front patriotique rwandais pendant la guerre civile, comme en février 1993 à Ruhengeri.
Selon le général canadien Roméo Dallaire, Augustin Bizimungu a été nommé général et chef permanent de l'armée au lendemain de l'attentat du 6 avril 1994 contre l'avion du président Juvénal Habyarimana, dans lequel décède le général Déogratias Nsabimana (en), jusqu'alors chef d'état-major.
Mais Bernard Lugan affirme quant à lui que c'est le colonel Marcel Gatsinzi qui devient chef d'état-major de l'armée rwandaise par intérim le 7 avril 1994, avant d'être remplacé par Augustin Bizimungu dix jours plus tard, soit après la reprise des hostilités par les rebelles du Front patriotique rwandais et le début des massacres et du génocide. Selon Bernard Lugan, le 17 avril 1994, Marcel Gatsinzi est promu brigadier général tandis qu'Augustin Bizimungu est promu major-général.
La thèse de Bernard Lugan rejoint celle de Serge Desouter, expert près le Tribunal pénal international pour le Rwanda, qui a produit une lettre du Ministère de la défense du Rwanda destinée au représentant de l'ONU dans le pays quant à une proposition de cessez-le-feu entre les FAR et le FPR en date du 17 avril 1994 et signée par Marcel Gatsinzi en sa qualité de chef d'état major ad interim.
L'acte d'accusation du Tribunal pénal international pour le Rwanda à l'encontre d'Augustin Bizimungu retient d'ailleurs la date du 16 avril 1994 comme celle de nomination de Augustin Bizimungu à la tête de l'armée.
Après le mandat d'arrêt du Tribunal pénal international pour le Rwanda à l'encontre d'Augustin Bizimungu du 12 avril 2002, le gouvernement angolais l'a arrêté et transféré en août 2002 au TPIR à Arusha en Tanzanie. Le 17 mai 2011, il a été reconnu coupable de génocide et de crimes contre l'humanité par le TPIR et condamné à 30 ans de prison. Il a fait appel mais le 30 juin 2014, le TPIR a confirmé cette condamnation .

## Interprétation au cinéma
Dans le film Hôtel Rwanda, sorti en 2005, le personnage d'Augustin Bizimungu est interprété par Fana Mokoena (en).